# × Astrolista
× Astrolista (de Astroloba e Tulista ) é um notogene de híbridos intergenéricos de ocorrência natural na região de Little Karoo da Província do Cabo Ocidental, África do Sul.

## Espécies
O nothogenus contém apenas uma espécie × Astrolista bicarinata, que é um híbrido natural de ocorrência comum e extremamente variável entre Tulista pumila e Astroloba corrugata que ocorre onde suas áreas de distribuição natural se sobrepõem no extremo oeste de Little Karoo, África do Sul.

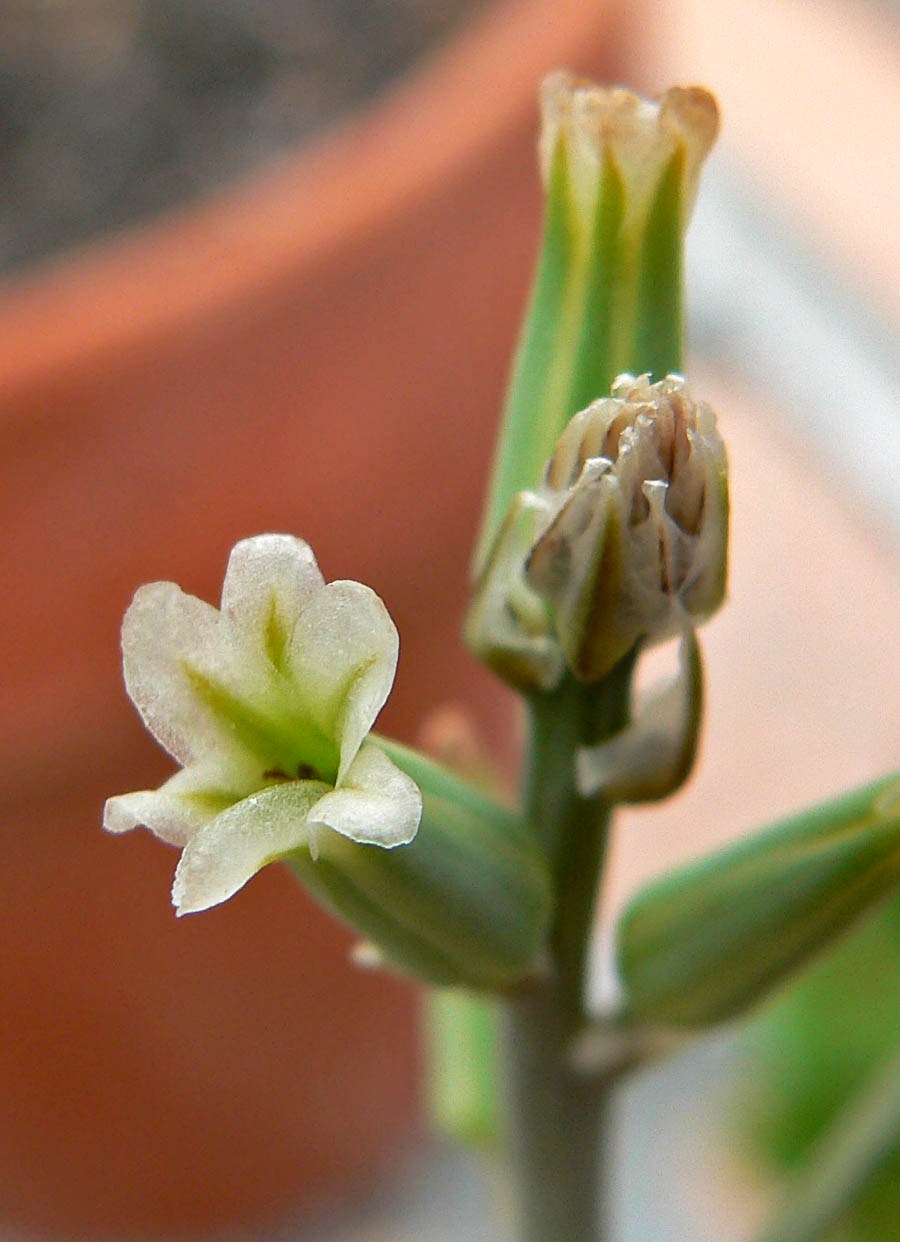
Flor